# 카탈랑

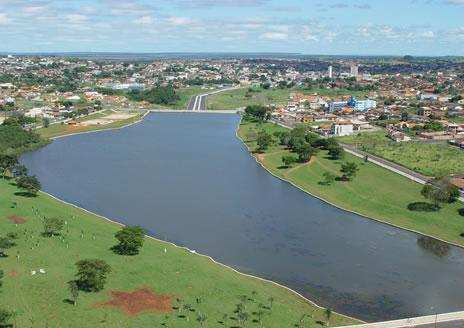
카탈랑

카탈랑(포르투갈어: Catalão)은 브라질 고이아스주 남부에 위치한 도시로 면적은 3.778km2, 높이는 835m, 인구는 86,597명(2010년 기준), 인구 밀도는 22명/km2이다. 주요 산업으로는 곡물과 가축 생산, 인산염 채굴이 있다.